# محافظة باس-كوتو
محافظة باس-كوتو هي محافظة في جمهورية أفريقيا الوسطى، بلغ عدد سكانها 249٬150  نسمة، في 2003، عاصمتها موباي، تبلغ مساحتها 17٬604 كيلومتر مربع.

## الموقع
تشترك في الحدود مع:
- محافظة أواكا
- محافظة هوت-كوتو
- محافظة مبومو.